# Castro de Navais
El Castro de Navais era un castro localizado en la pequeña elevación del Outeiro do Castro, atravesado por la Estrada Nacional 13, en la freguesia (parroquia) de Navais, en municipio portugués de Póvoa de Varzim. El arqueólogo Francisco Martins Sarmento señala la existencia de este castro en una carta a su compañero Leite de Vasconcelos, el 16 de agosto de 1883.
Sin embargo, hoy no es posible observar nada. Sobre las ruinas se han desarrollado casas, campos y zonas forestales, y en la actualidad ninguna es visible.
A algunas decenas de metros del lugar, en una zona más baja, se sitúa la Fonte do Castro (conocida también por Fonte da Moura Encantada), una fuente bastante antigua que evidencia signos de romanización.